# George Bovell
George Richard Lytcott Bovell III (Guelph, 18 de julho de 1983) é um nadador de Trindad e Tobago. Um dos principais nadadores do país conquistando medalhas importantes nos Jogos Pan-Americanos de 2003 em quatro modalidades, uma medalha nos Jogos Pan-Americanos de 2007, uma medalha nos Jogos Olímpicos de Verão de 2004 e medalhas nos Jogos Centro-Americanos e do Caribe.
No Pan-Americano de 2007, Bovell foi o porta bandeira de sua delegação.